# Heinrich Gambs
 Heinrich Gambs est un ébéniste d’origine allemande travaillant pour les Romanov.

## Biographie
Gambs aurait commencé comme apprenti ébéniste dans l’atelier de David Roentgen. À la fin des années 1780, il s’installe à Saint-Pétersbourg où il établit un atelier avec Jonathan Ott. Il devient rapidement un expert reconnu et servit la famille royale, dont Maria Feodorovna. Il est nommé ébéniste de la cour en 1810 et fournit les résidences royales de Pavlovsk, Palais d’hiver et de Pouchkine où il travailla régulièrement avec l’architecte Andreï Voronikhine.
Son fils, Peter Gambs, est aussi un ébéniste.

## Postérité
La renommée de Gambs et ses meubles est telle que Gambs devient synonyme de luxe dans la société russe contemporaine.